# Macroglossum tenimberi
Macroglossum tenimberi là một loài bướm đêm thuộc họ Sphingidae, chi Macroglossum.